# Un aller simple pour Maoré
Ne doit pas être confondu avec Un aller simple (film).
Pour plus de détails, voir Fiche technique et Distribution.
Un aller simple pour Maoré est un documentaire français réalisé par Agnès Fouilleux en 2007 et sorti le 4 février 2009 sous le numéro de visa CNC N°119651. Il est recommandé art et essai par l'AFCAE.
À sa sortie en salles, le film est soutenu par l'association Survie, la ligue des droits de l'homme LDH, la Cimade et RESF.

## Synopsis
Kwassa-kwassa : une barque de pêche, une quarantaine de passagers à bord, une coquille de noix ballottée dans l’océan, le passeport pour “la vie” ou pour la mort, pour les milliers de Comoriens qui tentent chaque année de rejoindre les côtes de l’île française de Mayotte.
Le film revient sur un épisode récent de notre histoire jamais relaté dans les médias. Il décrit l'ingérence du gouvernement français aux Comores depuis la décolonisation et parallèlement son corollaire : l'émigration clandestine massive à Mayotte. C'est à la suite de la décolonisation, alors que l'archipel des Comores accède à l'indépendance, amputé du territoire de Mayotte, que l'écart va se creuser entre les îles. La raison d'état française, violant la loi internationale, va orienter le destin des quelques dizaines de milliers d'habitants que comptent Mohéli, Grande Comore, Anjouan et Mayotte. Cette dernière se trouve aujourd'hui inscrite dans deux constitutions : celle des Comores et celle de la France...

## Fiche technique
- Titre : Un aller simple pour Maoré
- Réalisation : Agnès Fouilleux
- Musique : Ivan Olivier
- Photographie : Agnès Fouilleux
- Montage : Agnès Fouilleux
- Société de production : Les films Bonnette et Minette
- Société de distribution : Les films Bonnette et Minette (France)
- Pays de production :  France
- Genre : Documentaire
- Durée : 84 minutes
- Date de sortie : France : 4 février 2009

## Critique
La critique salue un « brûlot » « percutant comme un plaidoyer », une « implacable enquête, "Un aller simple pour Maoré” (Mayotte), qui sort en salles cette semaine, éclaire le destin de gens plongés dans la misère par des stratégies géopolitiques peu reluisantes. » Samuel Gontier pour Télérama, « Un implacable réquisitoire où Agnès Fouilleux remplit parfaitement ses devoirs de documentariste : circonstancier, décrypter et analyser. » Xavier Leherpeur dans Studio. 